# لوتشيانو (مغن راب)
لوتشيانو ( بالولادة باتريك غروسمان ) هو مغني راب ألماني ومتعاقد مع مجموعة يونيفيرسال الموسيقية.

## روابط خارجية
- الرابر لوتشيانو على موقع ميوزك برينز (الإنجليزية)
- الرابر لوتشيانو على موقع ديسكوغز (الإنجليزية)